# Kuros de Nueva York
El Kuros de Nueva York es un ejemplo antiguo de estatuaria de tamaño natural en Grecia. La estatua de mármol de un joven griego, kuros, fue tallada en Ática, tiene una pose egipcia y, por lo demás, está separada del bloque de piedra. Debe su nombre a su ubicación actual, en el Museo Metropolitano de Arte de Nueva York. El Museo Metropolitano de Arte dice en Estatua de mármol de un kouros (joven) que «La estatua marcaba la tumba de un joven aristócrata» ateniense".

## Estilo
La estatua es similar a la estatua (casi contemporánea) de Mentuemhat  y representa un ejemplo del estilo estatuario orientalizante. La estatua es estilizada y no representativa. Es muy geométrica, y el cuerpo está idealizado y abstraído, especialmente en los músculos y las zonas de las articulaciones. Los ojos y la cara no son realistas respecto a cómo se vería una persona; Esta estatua no intenta ser de naturaleza observacional. Es inconfundible el motivo de una figura masculina con los brazos extendidos a los costados, de pie y mirando hacia adelante. El kuros es rígido y lineal; se representa poco movimiento  y los detalles específicos de la figura no se mencionan en el contorno general del cuerpo del sujeto. Sin embargo, el pie izquierdo se muestra por delante del derecho, lo que podría indicar al espectador que el kuros está caminando.

## Contexto
Este kuros fue tallado en el Ática durante el periodo arcaico de la Antigua Grecia. Fue una época en la que Grecia estaba dividida en muchas ciudades-Estado. Los artistas griegos fueron haciendo representaciones cada vez más naturalistas de la figura humana a lo largo del siglo VI a. C. Durante esta época, Grecia salía de un periodo orientalizante, en el que la Antigua Grecia estaba cada vez más influenciada por diversas civilizaciones orientales y meridionales. Esto explica por qué la estatua adquiere un aspecto más natural que el arte griego anterior y, sin embargo, conserva esos rasgos orientalizantes, sobre todo la influencia egipcia, con la que tuvieron un contacto considerable. Los kouroi se utilizaban a menudo como señalizadores de tumbas o dedicatorias para los dioses.
Muchos kouroi, del estilo de este, tenían típicamente una fuerte influencia egipcia, con la pierna izquierda adelantada y los brazos a los lados. Las pruebas históricas sugieren que los griegos ya estaban familiarizados con los procedimientos técnicos egipcios y que los visitantes griegos del Egipto-encantados por la colosal estatuaria egipcia convenció a los escultores griegos para que adoptaran y mejoraran el estilo para eliminar, en palabras de Hurwit, Plantzos y Campbell en Kouros, «las barreras de piedra que unían piernas y brazos», "la losa vertical contra la que solían colocarse las estatuas egipcias" y para desnudar el tema. También utilizaban el sistema de cuadrícula egipcio.

## Pose
El Departamento de Arte Griego y Romano del Museo Metropolitano de Arte afirmó en Greek Art in the Archaic Period que, a través de las proporciones de la estatua, así como de su pose, este kuros en particular muestra su influencia de Egipto.  De hecho, al igual que muchos otros kouroi, la pose y la postura en sí fueron tomadas directamente del arte egipcio, lo que probablemente explica su similitud con estatuas como la estatua de Mentuemhat  y la iconografía detrás de la postura y la postura similares.  Este kuros sirvió como lápida funeraria para un joven aristócrata ateniense y fue realizado por una persona de la cultura ática. Esto se demuestra porque en la cultura ateniense los monumentos funerarios eran especialmente populares para marcar las tumbas de personas que morían jóvenes (pero no necesariamente representándolas). En estos aspectos, este kuros es muy típico de los kouroi griegos de la época. 
Las dimensiones son: 194,6 × 51,6 × 63,2 cm. Otra: altura sin zócalo, 194,6 cm. Otra: altura de la cabeza 30,5 cm. Otra: longitud de la cara, 22,6 cm Otra: anchura de los hombros: 51,6 cm.